# Book of Durrow

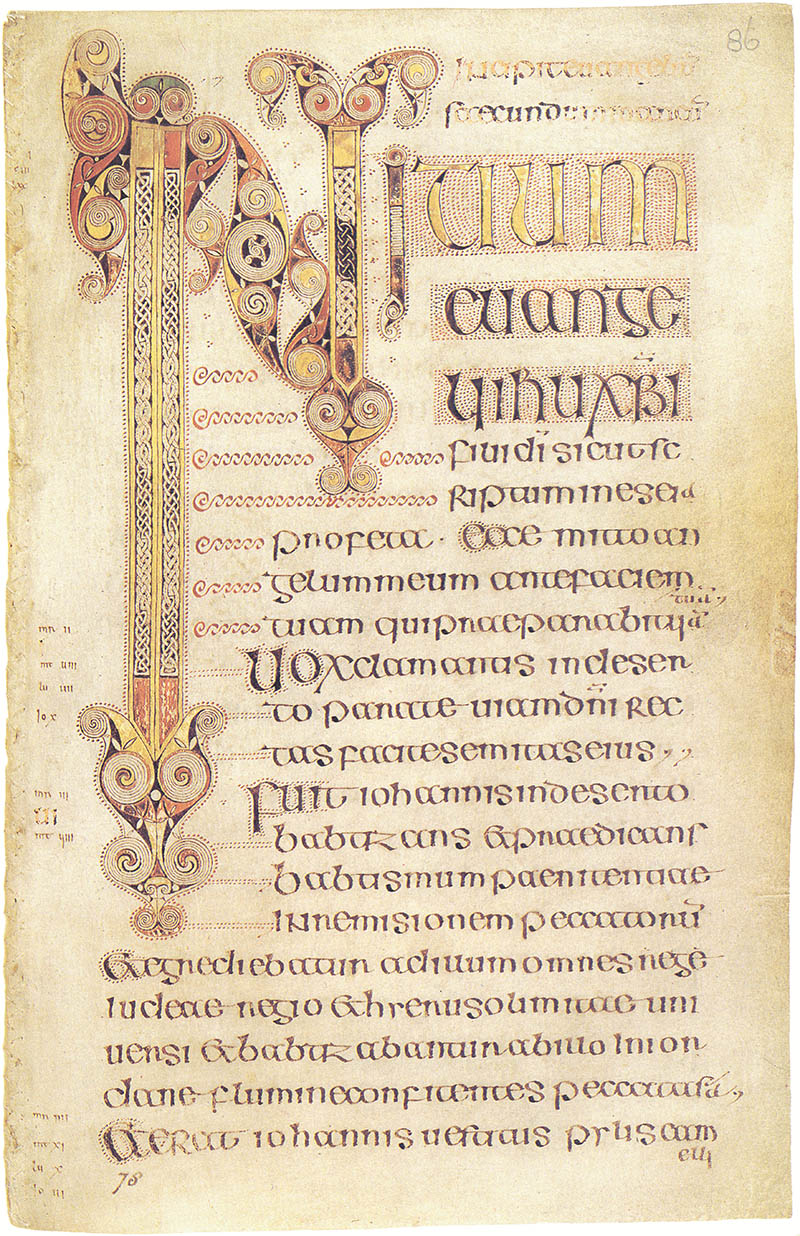
Book of Durrow

Das Book of Durrow (Buch von Durrow, lateinisch Codex Durmachensis, irisch Leabhar Dharú) ist ein illustriertes Evangeliar aus der Zeit zwischen 650 und 700. Es ist die älteste erhaltene Handschrift der insularen Buchmalerei und entstand entweder im Kloster Durrow in Irland, wo es sich spätestens seit 916 nachweislich befand, im Kloster Lindisfarne in Northumberland in England oder im Kloster Iona Abbey in Schottland. 1661 wurde es gemeinsam mit dem Book of Kells an die Bibliothek des Trinity College Dublin übergeben.
Das Book of Durrow ist fast zur Gänze erhalten und umfasst 248 Seiten. Der Codex ist in irischer Majuskelschrift verfasst und enthält die Vulgatafassung der vier Evangelien. Die Hauptfarben sind Hellrot, Gelb, Grün und Braunschwarz. Der Stil des Buchschmucks ist einfach und dezent.
Die erste Seite des Buches weist Merkmale auf, die auch in anderen Manuskripten der insularen Buchmalerei enthalten sind. Wesentliches Merkmal sind die Teppichseiten, eine mittelalterliche Form von illustrierten Manuskripten, die meistens den Beginn von Evangeliaren bildet. Sie sind seit dem 7. Jahrhundert bekannt. Auf den Teppichseiten sind die Symbole der vier Evangelisten abgebildet. Die spiralförmige Verzierung der Seiten und die Anordnung der vier Symbole findet man eher selten in späteren Evangeliaren der Britischen Inseln.
Das Buch des Matthäus enthält eine Seite, auf der das Matthäus-Symbol (geflügelter Mensch) dargestellt wird; auf einer der anderen der insgesamt drei illustrierten Seiten sind Initialen mit einer Verzierung. Jedes der vier Evangeliare beinhaltet drei illustrierte Seiten (Schmuckseiten): Eine Seite mit dem jeweiligen Symbol des Evangelisten, eine mit illustrierten Initialen und eine Teppichseite. Auch die Bücher des Markus, Lukas und Johannes beinhalten auf drei illustrierten Seiten die Darstellungen ihrer Symbole, aber anders als in anderen Evangelien (Markus – Adler, Lukas – Stier, Johannes – Löwe) eine Teppichseite und die Initialen.
Auf der letzten Seite des Book of Durrow erkennt man ein ineinander verflochtenes Muster. Die Initialen sind im ganzen Text verbreitet. Viele der Motive haben ihren Ursprung in Manuskripten, die auf den britischen Inseln oder von irischen Mönchen auf dem europäischen Festland (Abtei Bobbio / Italien) geschrieben wurden.
Außer den vier Evangelien beinhaltet das Book of Durrow einen Brief des Hl. Hieronymus („Novum Opus“), ein Glossar mit hebr. Namen für das Matthäusevangelium, Kanontafeln des Eusebius, Kapitelüberschriften und Zusammenfassungen der Evangelien. Am Schluss des Buches wurde eine wichtige Urkunde über eine Landveräußerung im 11. Jahrhundert beigefügt.
Das Book of Durrow war, anders als beispielsweise bei älteren Manuskripten der Insel, stärkerem germanischem Einfluss ausgesetzt; auch mit koptischen und italienischen ikonographischen Zeugnissen ist das Werk verglichen worden. Der Mangel an Pflanzen- und Tiermotiven bei der Initialverzierung sowie die abstrakten und musterhaft illustrierten Symbole regten viele Gelehrte zu der Annahme an, dass das Book of Durrow vor dem um 700 abgefassten Evangeliar von Lindisfarne geschrieben wurde.